# Plecia serrifera
Plecia serrifera är en tvåvingeart som beskrevs av Hardy 1968. Plecia serrifera ingår i släktet Plecia och familjen hårmyggor. Inga underarter finns listade i Catalogue of Life.